# Middle Ground (Antigua)
Middle Ground ist eine Halbinsel im Süden der Karibikinsel Antigua, im Staat Antigua und Barbuda. Sie stellt auch einen Ortsteil von English Harbour dar. Die Gegend gehört zum Zentralbereich des Nelson’s Dockyard National Park.

## Lage und Landschaft
Middle Ground befindet sich zwischen der Falmouth Bay, im Zentrum der antiguanischen Südküste, und der östlich angrenzenden kleinen Freeman’s Bay. Sie ist mit dem Festland nur über eine schmale Landbrücke verbunden und bildet so zwei exzellente Naturhäfen, die English Harbour und Falmouth Harbour genannt werden.
Hier wohnen gut 100 Einwohner auf der Landseite, der Süden der Halbinsel ist naturbelassen und touristisch genutzt.
| Falmouth Falmouth Bay |                                             |                                                    |
|                       | Kompassrose, die auf Nachbargemeinden zeigt | English Harbour-Town English Harbour-Freeman’s Bay |
|                       |                                             |                                                    |

## Geschichte, Natur und Sehenswürdigkeiten
English Harbour war einer der bedeutendsten Seekriegshäfen der Royal Navy in der Karibik, Falmouth Harbour in der großen Bucht war eher Handelshafen. Middle Ground wurde relativ stark befestigt. Auf der Anhöhe befand sich Fort Cuyler, das beide Buchteingänge bewachte. Auf der Landzunge in die Freeman’s Bay wurde Fort Berkeley errichtet. Darüber lag die Stellung Keanes Battery. Am Kap der Falmouth Bay, Blake’s Point, lag die Blake’s Point Battery.
Schon in den 1980ern wurde von der antiguanischen Environmental Awareness Group (EAG) ein „Shirley Heights and Middle Ground Protected Area“ vorgeschlagen. 1984 wurde das Schutzgebiet auf der Halbinsel dann als „Nelson’s Dockyard National Park“ (NDNP) umgesetzt, der mit über 40 km² den ganzen Süden der Parish St. Paul einnimmt. Middle Ground gehört zum Kernbereich des Parks.
Kaianlagen und Gebäude des ehemaligen Royal-Navy-Hafens bilden heute das Nelson’s-Dockyard-Freilichtmuseum, das als Schauhafen zu den touristischen Hauptattraktionen der Insel gehört. Von den militärischen Anlagen ist nurmehr Fort Berkeley erhalten, das auf kurzem Fußweg von den Dockyards erreichbar ist, sonst finden sich allenfalls Mauerreste.
Im Westen der Halbinsel liegt die Pigeon Beach, beliebter Badestrand des Orts. An der Südseite liegt die weniger besuchte Windward Beach, die aufs freie Meer hinausblickt. Von Fort Berkeley zur Pigeon Beach führt ein Wanderweg, der Middle Ground Trail. Der Pfad bietet eine gute Aussicht auf die Region, führt aber auch durch den stark von Desertifikation durch Abholzung und spätere Überweidung betroffenen Ostteil der Insel.